# Statistiche e record del Brescia Calcio

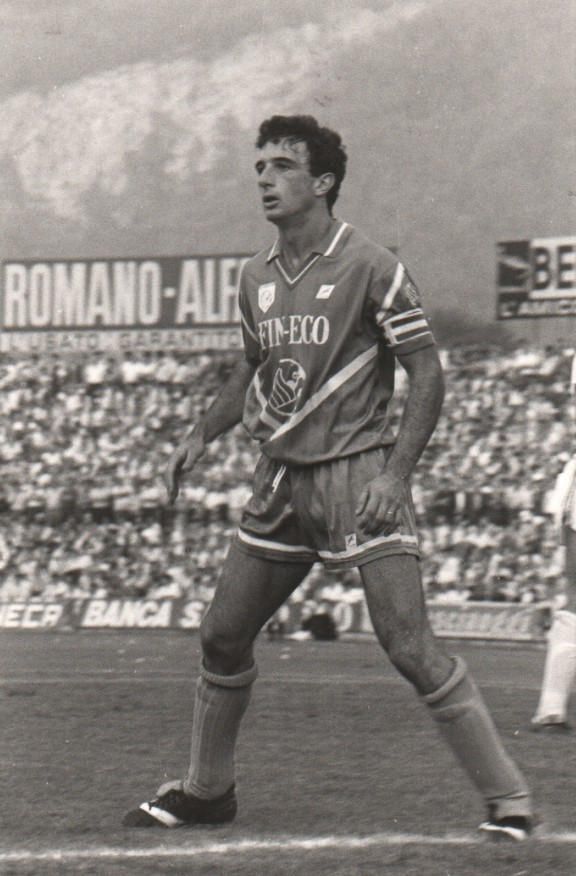
Stefano Bonometti, giocatore del Brescia dal 1978 al 1989 e dal 1990 al 1996, è il detentore del record assoluto di presenze (421) nella storia del club, del quale è stato anche capitano.

Nella presente pagina sono riportate le statistiche e i record riguardanti il Brescia Calcio, società calcistica italiana con sede a Brescia.

## Statistiche di squadra

### Campionati nazionali
| Livello | Categoria           | Partecipazioni | Debutto   | Ultima stagione | Totale |
| ------- | ------------------- | -------------- | --------- | --------------- | ------ |
| 1º      | Prima Categoria     | 1              | 1919-1920 | 1919-1920       | 33     |
| 1º      | Prima Divisione     | 5              | 1921-1922 | 1925-1926       | 33     |
| 1º      | Divisione Nazionale | 4              | 1926-1927 | 1945-1946       | 33     |
| 1º      | Serie A             | 23             | 1929-1930 | 2019-2020       | 33     |
| 2º      | Serie B             | 66             | 1932-1933 | 2024-2025       | 66     |
| 3º      | Serie C             | 1              | 1938-1939 | 1938-1939       | 4      |
| 3º      | Serie C1            | 3              | 1982-1983 | 1984-1985       | 4      |

Campionati regionali
| Livello | Categoria       | Partecipazioni | Debutto   | Ultima stagione |
| ------- | --------------- | -------------- | --------- | --------------- |
| 1º      | Prima Categoria | 3              | 1913-1914 | 1920-1921       |
| 2º      | Promozione      | 1              | 1912-1913 | 1912-1913       |
| 3º      | Terza Categoria | 1              | 1911-1912 | 1911-1912       |

### Coppe nazionali
| Competizione         | Partecipazioni | Debutto   | Ultima stagione | Totale |
| -------------------- | -------------- | --------- | --------------- | ------ |
| Coppa Italia         | 75             | 1926-1927 | 2024-2025       | 79     |
| Coppa Alta Italia    | 1              | 1945-1946 | 1945-1946       | 79     |
| Coppa Italia Serie C | 3              | 1982-1983 | 1984-1985       | 79     |

### Coppe internazionali
| Competizione                       | Partecipazioni | Debutto   | Ultima stagione |
| ---------------------------------- | -------------- | --------- | --------------- |
| Coppa Intertoto UEFA               | 2              | 2001      | 2003            |
| Coppa Anglo-Italiana               | 2              | 1993-1994 | 1995-1996       |
| Coppa Mitropa                      | 1              | 1969-1970 | 1969-1970       |
| Coppa delle Alpi                   | 1              | 1961      | 1961            |
| Coppa dell'Amicizia italo-svizzera | 1              | 1967      | 1967            |
| Coppa Piano Karl Rappan            | 1              | 1966-1967 | 1966-1967       |

### Partite
| Serie A - Migliori vittorie nei campionati nazionali Brescia-Bologna 10-0 (1929) Savona-Brescia 0-7 (1923) Brescia-Pisa 6-1 (1925) - Miglior vittoria in Serie A Brescia-Alessandria 7-3 (1931) - Peggiori sconfitte nei Campionati nazionali Torino-Brescia 11-0 (1928) Inter-Brescia 8-0 (1915) Vicenza-Brescia 6-0 (1914) Inter-Brescia 6-0 (1920) Bologna-Brescia 6-0 (1926) - Peggiori sconfitte in Serie A Inter-Brescia 7-0 (1966) Bologna-Brescia 7-1 (1931) Fiorentina-Brescia 7-1 (1967) Bologna-Brescia 6-1 (1932) Lazio-Brescia 6-3 (1947) Inter-Brescia 6-0 (2020) - Pareggio con maggior numero di reti Brescia-Reggina 4-4 (2004) | Serie B - Migliori vittorie in Serie B Brescia-Anconitana 12-0 (1951) Brescia-Pisa 8-0 (1941) Brescia-Novara 8-0 (1961) Padova-Brescia 0-6 (1940) Brescia-Verona 6-0 (1941) Prato-Brescia 0-6 (1942) Brescia-Cosenza 6-0 (1964) Brescia-Reggiana 6-1 (1950) Brescia-Prato 6-2 (1942) Pro Sesto-Brescia 2-6 (1950) Brescia-Monza 5-0 (1993) Foggia-Brescia 0-5 (1995) Brescia-Crotone 5-0 (2012) - Pareggio con maggior numero di reti Ascoli-Brescia 4-4 (1994) Brescia-Spezia 4-4 (2019) |

### Storico piazzamenti nei campionati

#### Grafico andamento posizioni
Piazzamento della squadra dalla stagione 1929-1930 (girone unico)
| Legenda: Serie A Serie B Serie C o Serie C1 Divisione Nazionale Alta Italia guerra R = ripescato o riammesso |
| --- |

#### Periodi di permanenza nella stessa serie
- Serie A

dal 2000-01 al 2004-05
(5 stagioni)
dal 1965-66 al 1968-69
(3 stagioni)
dal 1933-34 al 1935-36
(3 stagioni)
dal 1929-30 al 1931-32
(3 stagioni)
- Serie B

dal 1947-48 al 1964-65
(18 stagioni)
dal 1970-71 al 1979-80
(10 stagioni)
dal 2011-12 al 2018-19
(8 stagioni)
- Serie C e C1

dal 1982-83 al 1984-85
(3 stagioni)

## Statistiche individuali
In corsivo sono indicati i giocatori in attività.

### Lista dei capitani
| Calciatore           | Ruolo | Stagioni al club                            | Stagioni da capitano                 | Presenze | Reti |
| -------------------- | ----- | ------------------------------------------- | ------------------------------------ | -------- | ---- |
| …                    |       |                                             |                                      |          |      |
| Eugenio Rizzolini    | C     | 1960-1968                                   | 1963-1968 (5)                        | 235      | 11   |
| Luigi Simoni         | C     | 1968-1971                                   | 1968-1971 (3)                        | 100      | 12   |
| Bernardino Busi      | D     | 1963-1966 e 1967-1973                       | 1971-1973 (2)                        | 192      | 0    |
| Egidio Salvi         | C     | 1963-1968 e 1969-1980                       | 1973-1980 (7)                        | 397      | 27   |
| Viviano Guida        | D     | 1977-1982                                   | 1980-1982 (2)                        | 128      | 4    |
| Gianni De Biasi      | C     | 1978-1983                                   | 1982-1983 (1)                        | 171      | 13   |
| Marco Torresani      | C     | 1980-1981 e 1982-1985                       | 1983-1985 (2)                        | 105      | 8    |
| Stefano Bonometti    | D     | 1978-1989 e 1990-1996                       | 1985-1989, 1990-1991 e 1993-1996 (8) | 421      | 27   |
| Alessandro Altobelli | A     | 1974-1977 e 1989-1990                       | 1989-1990 (1)                        | 108      | 33   |
| Sergio Domini        | C     | 1991-1994                                   | 1991-1993 (3)                        | 85       | 7    |
| Luciano De Paola     | C     | 1990-1993 e 1996-1998                       | 1996-1998 (2)                        | 141      | 2    |
| Daniele Adani        | D     | 1994-1999 e 2004-2005                       | 1998-1999 (1)                        | 172      | 8    |
| Filippo Galli        | D     | 1998-2001                                   | 1999-2000 (1)                        | 93       | 2    |
| Roberto Baggio       | A     | 2000-2004                                   | 2000-2004 (4)                        | 95       | 45   |
| Luigi Di Biagio      | D     | 2003-2006                                   | 2004-2006 (2)                        | 84       | 16   |
| Luigi Piangerelli    | C     | 2005-2007                                   | 2006-2007 (1)                        | 72       | 3    |
| Davide Possanzini    | A     | 2005-2011                                   | 2007-2011 (4)                        | 198      | 59   |
| Marco Zambelli       | D     | 2003-2015                                   | 2011-2015 (4)                        | 288      | 7    |
| Andrea Caracciolo    | A     | 2001-2002, 2003-2005, 2008-2011 e 2012-2018 | 2015-2018 (3)                        | 400      | 173  |
| Daniele Gastaldello  | D     | 2017-2020                                   | 2018-2020 (2)                        | 63       | 3    |
| Dimitri Bisoli       | C     | 2016-2025                                   | 2020-2025 (5)                        | 302      | 32   |

### Record di presenze
| Campionato - 421 Stefano Bonometti (1978-1989, 1990-1996) - 401 Egidio Salvi (1963-1968, 1969-1980) - 389 Andrea Caracciolo (2001-2002, 2003-2005, 2008-2011, 2012-2018) - 327 Carlo Albini (1935-1949) - 296 Dimitri Bisoli (2016-2025) - 281 Antonio Filippini (1995-2004, 2010-2011) - 277 Marco Zambelli (2003-2015) - 264 Luigi Cagni (1969-1978) - 260 Luigi Brotto (1959-1970) 260 Virginio De Paoli (1961-1966, 1968-1972) - 247 Alberto Fumagalli (1960-1969) | Coppa Italia - 44 Stefano Bonometti (1978-1983, 1984-1989, 1990-1996) - 40 Egidio Salvi (1963-1968, 1969-1980) - 30 Luigi Cagni (1969-1978) - 27 Alessandro Chiodini (1984-1989) - 24 Emanuele Filippini (1995-2002) - 23 Daniele Zoratto (1984-1989) - 22 Antonio Filippini (1995-2004, 2010-2011) - 21 Ernesto Galli (1967-1974) - 20 Bernardino Busi (1963-1966, 1967-1973) 20 Giorgio Fanti (1968-1976) 20 Gabriele Podavini (1974-1975, 1976-1982) | Competizioni UEFA - 5 Simone Del Nero (2001) 5 Vittorio Mero (2001) - 4 Daniele Bonera (2001) - 4 Luca Castellazzi (2001) - 4 Aimo Diana (2001) - 4 Antonio Filippini (2001) - 4 Roberto Guana (2001) - 4 Mario Salgado (2001) - 3 10 calciatori |

| Serie A - 163 Giuseppe Peruchetti (1929-1932, 1933-1936) - 149 Antonio Filippini (1997-1998, 2001-2004, 2010-2011) - 123 Giovanni Braga (1929-1932, 1933-1935) - 116 Gilberto Martínez (2002-2005, 2010-2011) - 108 Fabio Petruzzi (2000-2004) - 105 Andrea Caracciolo (2001-2002, 2003-2005, 2010-2011) 105 Evaristo Frisoni (1929-1932, 1933-1934) 105 Egidio Salvi (1965-1968, 1969-1970) - 100 Ezio Morselli (1929-1932, 1933-1934) - 95 Roberto Baggio (2000-2004) 95 Luca Castellazzi (2000-2002, 2003-2005) 95 Giovanni Gasparini (1930-1932, 1933-1936) | Serie B - 296 Egidio Salvi (1963-1965, 1970-1980) - 284 Andrea Caracciolo (2008-2010, 2012-2018) - 271 Dimitri Bisoli (2016-2019, 2020-2025) - 256 Luigi Cagni (1970-1978) - 253 Stefano Bonometti (1978-1980, 1981-1982, 1985-1986, 1987-1989, 1990-1992, 1993-1994, 1995-1996) - 244 Marco Zambelli (2005-2010, 2011-2015) - 240 Carlo Albini (1936-1938, 1939-1943, 1947-1949) - 238 Cesare Zamboni (1950-1953, 1954-1960) - 215 Virginio De Paoli (1961-1965, 1968-1969, 1970-1972) - 201 Piero Provezza (1950-1959) - 197 Luigi Brotto (1959-1965, 1968-1969) | Serie C/C1 - 94 Tullio Gritti (1982-1985) - 87 Stefano Bonometti (1982-1985) - 82 Marco Torresani (1982-1985) - 68 Roberto Aliboni (1983-1985) - 66 Giuliano Giorgi (1983-1985) - 65 Alessandro Chiodini (1983-1985) - 60 Lorenzo Mossini (1983-1985) 60 Daniele Zoratto (1983-1985) - 49 Ivano Bonetti (1982-1984) 49 Sandro Salvioni (1982-1984) |

### Record di marcature
| Campionato - 170 Andrea Caracciolo (2001-2002, 2003-2005, 2008-2011, 2012-2018) - 100 Virginio De Paoli (1961-1966, 1968-1972) - 81 Luigi Giuseppe Giuliani (1923-1931, 1933-1934) - 75 Dario Hübner (1997-2001) - 71 Tullio Gritti (1982-1987, 1988-1989) - 58 Davide Possanzini (2005-2011) - 48 Ettore Bertoni (1946-1947, 1948-1950) 48 Renato Gei (1938-1941, 1944, 1953-1955) - 47 Maurizio Neri (1993-1999) - 45 Roberto Baggio (2000-2004) | Coppa Italia - 10 Dario Hübner (1997-2001) - 9 Virginio De Paoli (1961-1966, 1968-1972) - 6 Andrea Caracciolo (2001-2002, 2003-2005, 2008-2011, 2012-2018) 6 Aldo Dusi (1936-1942) 6 Enrico Grazioli (1938-1940) - 5 Davide Possanzini (2005-2011) - 4 Renato Gei (1938-1941) 4 Giovanni Moretti (1939-1941) 4 Eriberto Raffaini (1937-1939) 4 Egidio Salvi (1963-1968, 1969-1980) 4 Adriano Tedoldi (1971-1972, 1975-1976) 4 Faustino Turra (1958-1963, 1970-1972) | Competizioni UEFA - 2 Roberto Guana (2001) - 1 Roberto Baggio (2001) 1 Simone Del Nero (2001) 1 Antonio Filippini (2001) 1 Emanuele Filippini (2001) 1 Mario Salgado (2001) 1 Igli Tare (2001) |

| Serie A - 45 Roberto Baggio(2000-2004) - 38 Andrea Caracciolo (2001-2002, 2003-2005, 2010-2011) - 33 Dario Hübner (1997-1998, 2000-2001) - 19 Luigi Giuseppe Giuliani (1929-1931, 1933-1934) - 18 Rocco Ranelli (1932-1932, 1934-1935) - 17 Evaristo Frisoni (1929-1932, 1933-1934) - 16 Luigi Di Biagio (2003-2005) - 15 Mario Maffioli (1929-1932, 1935) 15 Erminio Reggiani (1929-1932, 1933-1936) 15 Igli Tare (2001-2003) 15 Luca Toni (2001-2003) | Serie B - 132 Andrea Caracciolo (2008-2010, 2012-2018) - 86 Virginio De Paoli (1961-1965, 1968-1969, 1970-1972) - 58 Davide Possanzini (2005-2010) - 45 Ettore Bertoni (1948-1950) - 42 Dario Hübner (1998-2000) - 39 Renato Gei (1939-1941, 1953-1955) - 36 Maurizio Neri (1993-1994, 1995-1997, 1998-1999) - 32 Alessandro Altobelli (1974-1977, 1989-1990) 32 Alfredo Donnarumma (2018-2019, 2020-2021) 32 Ernesto Torregrossa (2016-2019, 2020-2021) - 31 Florian Ayé (2020-2023) | Serie C/C1 - 47 Tullio Gritti (1982-1985) - 11 Primo Maragliulo (1984-1985) - 10 Carlo Albini (1938-1939) - 7 Stefano Bonometti (1982-1985) 7 Vittorio Cozzella (1982-1983) - 6 Marco Torresani (1982-1985) - 5 Giovanni Correnti (1938-1939) 5 Evaristo Frisoni (1983-1985) 5 Lorenzo Mossini (1983-1985) - 4 Tiziano Ascagni (1984-1985) 4 Aldo Dusi (1938-1939) 4 Renato Gei (1938-1939) 4 Sandro Salvioni (1982-1984) |

### Record di panchine
| Campionato - 181 Renato Gei (1963-1967, 1972-1974) - 180 Luigi Bonizzoni (1950-1952, 1953-1954, 1961-1963) - 176 Imre Schoffer (1921-1923, 1928-1932) - 130 Adelio Moro e Mircea Lucescu (D.T.) (1991-1996) - 128 Evaristo Frisoni (1938-1942) - 123 Osvaldo Fattori (1955-1959) - 102 Carlo Mazzone (2000-2003) - 98 György Hlavay (1932-1935) - 84 Imre Senkey (1948-1950) - 81 Alessandro Calori (2011-2013, 2014-2015) | Competizioni UEFA - 6 Carlo Mazzone (2001) |

| Serie A - 103 Imre Schoffer (1929-1932) - 102 Carlo Mazzone (2000-2003) - 68 Renato Gei (1965-1967) - 64 György Hlavay (1933-1935) - 57 Gianni De Biasi (2003-2005) - 54 Adelio Moro e Mircea Lucescu (D.T.) (1992-1993, 1994-1995) - 37 Lorenzo De Vecchi (1946-1947) - 31 Giuseppe Iachini (2010-2011) - 30 Umberto Caligaris (1935-1936) 30 Bruno Giorgi (1986-1987) 30 Alfredo Magni (1980-1981) 30 Azeglio Vicini (1967-1968) | Serie B - 180 Luigi Bonizzoni (1950-1952, 1953-1954, 1961-1963) - 123 Osvaldo Fattori (1955-1959) - 113 Renato Gei (1963-1965, 1972-1974) - 102 Evaristo Frisoni (1939-1942) - 84 Imre Senkey (1948-1950) - 81 Alessandro Calori (2011-2013, 2014-2015) - 76 Adelio Moro e Mircea Lucescu (D.T.) (1991-1992, 1993-1994, 1995-1996) 76 Luigi Simoni (1978-1980) - 73 Nedo Sonetti (1999-2000, 2008-2009) - 70 Andrea Bassi (1970-1972) | Serie C/C1 - 34 Antonio Pasinato (1984-1985) - 27 Corrado Orrico (1983-1984) - 26 Evaristo Frisoni (1938-1939) - 24 Mauro Bicicli (1982-1983) - 10 Maurizio Bruno (1982-1983) - 7 Guido Settembrino (1983-1984) |

### Annotazioni
1. ↑  I dati sono aggiornati a maggio del 2025
2. ↑  Dal mese di dicembre.
3. ↑  Fino a dicembre 1993.
4. 1 2 3 4 5  Comprese le partite di play-off.
5. 1 2  Comprese le partite di play-off e play-out.
6. ↑  401 se si contano le presenze nei play-off
7. ↑  302 se si contano le presenze nei play-off e nei play-out
8. ↑  288 se si contano le presenze nei play-off
9. ↑  296 se si contano le presenze nei play-off
10. ↑  277 se si contano le presenze nei play-off
11. ↑  245 se si contano le presenze nei play-off
12. ↑  173 se si contano le reti realizzate nei play-off
13. 1 2  59 se si contano le reti realizzate nei play-off
14. ↑  135 se si contano le reti realizzate nei play-off
15. ↑  32 se si contano le reti realizzate nei play-off
16. ↑  Probabile subentro nella stagione 1920-1921.
17. 1 2  Adelio Moro ha all'attivo anche 8 panchine in solitaria in Serie A.
18. ↑  Ha anche guidato la commissione tecnica che ha allenato la squadra nella stagione 1925-1926.
19. ↑  Il vice Leonardo Menichini ha guidato la squadra in 4 partite.
20. ↑  Includendo lo spareggio salvezza del 16 giugno 1932, perso 2-1 contro il Bari

### Fonti
1. ↑   I 60 anni di Stefano Bonometti, su bresciaoggi.it, 30 dicembre 2021. URL consultato il 4 febbraio 2024.
2. 1 2 3 4 5  (EN) General Information about the player Virginio Depaoli, su national-football-teams.com. URL consultato il 4 febbraio 2024.
3. ↑   Brescia, Andrea Caracciolo lascia il calcio: diventa direttore sportivo del Lumezzane, su brescia.corriere.it, 4 dicembre 2022. URL consultato il 4 febbraio 2024.
4. 1 2 3   Gli attaccanti più iconici del Brescia, su legab.it, 29 agosto 2022. URL consultato il 4 febbraio 2024.
5. ↑   Diciassette anni fa il 200° gol in Serie A di Roberto Baggio, su tifobrescia.it, 14 marzo 2021. URL consultato il 4 febbraio 2024.
6. ↑   Baggio-Guardiola «Quante emozioni Grazie Brescia», su bresciaoggi.it, 14 dicembre 2011. URL consultato il 4 febbraio 2024.